# Princess of the Row
Princess of the Row (títol original en anglès: Princess of the Row) és una pel·lícula de drama independent estatunidenca del 2019 dirigida per Max Carlson, escrita per A. Shawn Austin i Max Carlson, produïda per Edi Gathegi i A. Shawn Austin i protagonitzada per Edi Gathegi, Tayler Buck, Ana Ortiz, Jacob Vargas i Martin Sheen. Morgan Freeman i Lori McCreary van ser els productors executius de la pel·lícula. L'obra s'ha doblat al català.

## Argument
L'Alicia Willis, una nena de dotze anys que viu en cases d'acollida. Disconforme amb les famílies que li han tocat, s'escapa per viure amb l'únic que coneix i estima: el seu pare biològic. Beaumont "Bo" Willis és un rodamón, mentalment trastornat, que viu als carrers de Los Angeles, al barri conflictiu de Skid Row, però això no serà obstacle per fer realitat els anhels de la filla.

## Repartiment
- Edi Gathegi com a Beaumont "Bo" Willis
- Taylor Buck com a Alicia Willis
- Ana Ortiz com a Magdalena Rodríguez
- Jacob Vargas com a Donald
- Martin Sheen com a John Austin
- Blake Michael com a Pete
- Tim Abell com a propietari de la ferralla

## Estrena
La pel·lícula es va estrenar el 9 de març de 2019 al Festival de Cinema Cinequest, organitzat anualment al març a San José i a Redwood City, ambdues localitats a l'estat de Califòrnia dels Estats Units d'Amèrica.

## Recepció
La pel·lícula va obtenir un 88% a Rotten Tomatoes, basada en 17 crítiques amb una valoració mitjana de 7.2/10. John DeFore, de la revista The Hollywood Reporter, va dir que l'obra és «un retrat desigual però sincer de la devoció filial».